# Ясна Поляна (Ташлинський район)
Я́сна Поля́на (рос. Ясная Поляна) — селище у складі Ташлинського району Оренбурзької області, Росія.

## Населення
Населення — 760 осіб (2010; 798 у 2002).
Національний склад (станом на 2002 рік):
- росіяни — 83 %

## Відомі люди
- Денис Васильченко (1978—2022) — російський військовослужбовець, учасник російсько-української війни. Герой Російської Федерації.